# 阪神3301形・3501形電車
阪神3301形・3501形電車（はんしん3301がた・3501がたでんしゃ）は、阪神電気鉄道（阪神）がかつて所有していた優等列車用の電車である。旧型車の置き換えと輸送力の増強を目的に1958年から1959年にかけて両運転台の3301形4両と、片運転台の3501形20両の合計24両が製造された。両形式は共通点が多いため、当記事内で併せて記載する。
また、本項では京福電気鉄道福井支社への譲渡を経てえちぜん鉄道に移管されたMC2201形電車についても記述する。

## 大型車時代の到来
阪神の車両大型化は、1954年に製造された阪神最初の大型高性能車である特急用の3011形によって始まった。その後数年間は新車の増備はなく、3011形が特急を中心に、ラッシュ時や特急の運転時間前後に間合いで急行や準急運用に就いていた。その一方で、3011形の投入に伴って阪神間の直通旅客のシェアが増加したほか、経済白書では「もはや戦後ではない」と言及された経済状況の下、沿線の商工業は活性化し、阪神の新設軌道各線も本線を中心に輸送力の増強に追われることとなった。
1958年に入ると、いよいよ車両の大型化と高性能化を本格的に推進することとなった。7月に普通系車両の新車として「ジェットカー」の試作車である5001形（初代）が登場し、営業運転に就くとともに量産車の登場に向けた長期実用試験が行われた。また、「喫茶店」の愛称で知られる851, 861, 881形や801, 831形が主力であった急行・準急用車両についても、3011形の実績を元にラッシュ時にも対応できる3扉ロングシートの高性能車両が製造されることとなった。これが3301・3501形である。塗色も特急用の3011形や普通用の5001形と異なり、車体下半分を朱色に塗ったことから、「赤胴車」の名称を持つようになった最初の形式でもある。

## 概要
1958年10月から1959年8月にかけて、3301形は4両が、3501形は20両が製造された。製造所は、3301形全車と3512, 3514, 3516, 3518, 3520が川崎車輛（現・川崎重工業車両カンパニー）、3501 - 3519の奇数車が日本車輌製造、3502, 3504, 3506, 3508, 3510が汽車製造である。
全車が電動車として製造され、両形式とも単車走行可能であった。3301形は主に急行の増結用として両運転台で製造され、3501形は基本編成向けとして奇数車が大阪向き、偶数車が神戸向きの片運転台車両として製造された。3501形は片運転台のため、実際に本線上を単車で営業運転することはなかったが、増結・解放が自在に行える点が特徴といえた。

## 構造

### 車体
3011形は前面非貫通で2扉（片引戸）のセミクロスシート車であったのに対し、3301・3501形はラッシュ対策として片引戸ながらも3扉となり、急行用として3扉のロングシートとなった。前面は貫通式の3面折妻として窓上にはシールドビーム式の前照灯を設置し、1段奥に引っ込んだ貫通扉には連結時に使用する幌が装備され、その後8000系先行車まで多少形を変えながらも引き継がれた阪神車両の「顔」となる前面スタイルを確立した。
急行系車両の標準となる上半分をクリーム色、下半分を朱色とした塗装を初めて採用されており、同時期に人気を集めていた漫画『赤胴鈴之助』に因んで、「赤胴車」の名前で呼ばれるようになった。
屋根上には3501形では運転台側にパンタグラフを搭載したほか、3011形の強制通風装置とは異なり、箱型の通風器を搭載した。両運転台式の3301形はパンタグラフのある側の前面には高圧配管が通り、独特の面構えをしていた。
19m級3扉ロングシートの車内や貫通式の前面といった本形式で確立された基本仕様が、その後9000・9300・1000系といった最新鋭の急行系車両にまで継承されることとなった。

### 主要機器
台車および電装品は、台車は住友金属工業製コイルバネ付のFS-206を装着し、駆動方式は直角カルダンが採用されている。主電動機は3301形が東芝製SE-516、3501形が東洋電機製造製TDK-858-1Bをそれぞれ4基搭載し、いずれも端子電圧300V時の1時間定格出力60kWである。
制御装置は、東芝製のPE-15Aで1C4M（1台の装置で4台の主電動機を制御する）方式であった。制動装置は発電制動付電磁直通式のHSC-Dである。
3301形および3501 - 3508は抵抗器が強制通風方式となっており、冬季は排熱を車内暖房に利用した。3509以降は自然通風方式となっている。

## 改造工事

### 昇圧改造
架線電圧の直流600Vから直流1,500Vへの昇圧を控えた1965年に、両形式とも昇圧後も単車走行可能な形で昇圧改造がなされた。同時に、3301形および3501形3501 - 3508の暖房装置は3509以降と同一品に変更された。1967年11月に、架線電圧を直流600Vから直流1,500Vへの昇圧を実施するとともに、ATSの取り付けが行われた。

### 冷房化改造

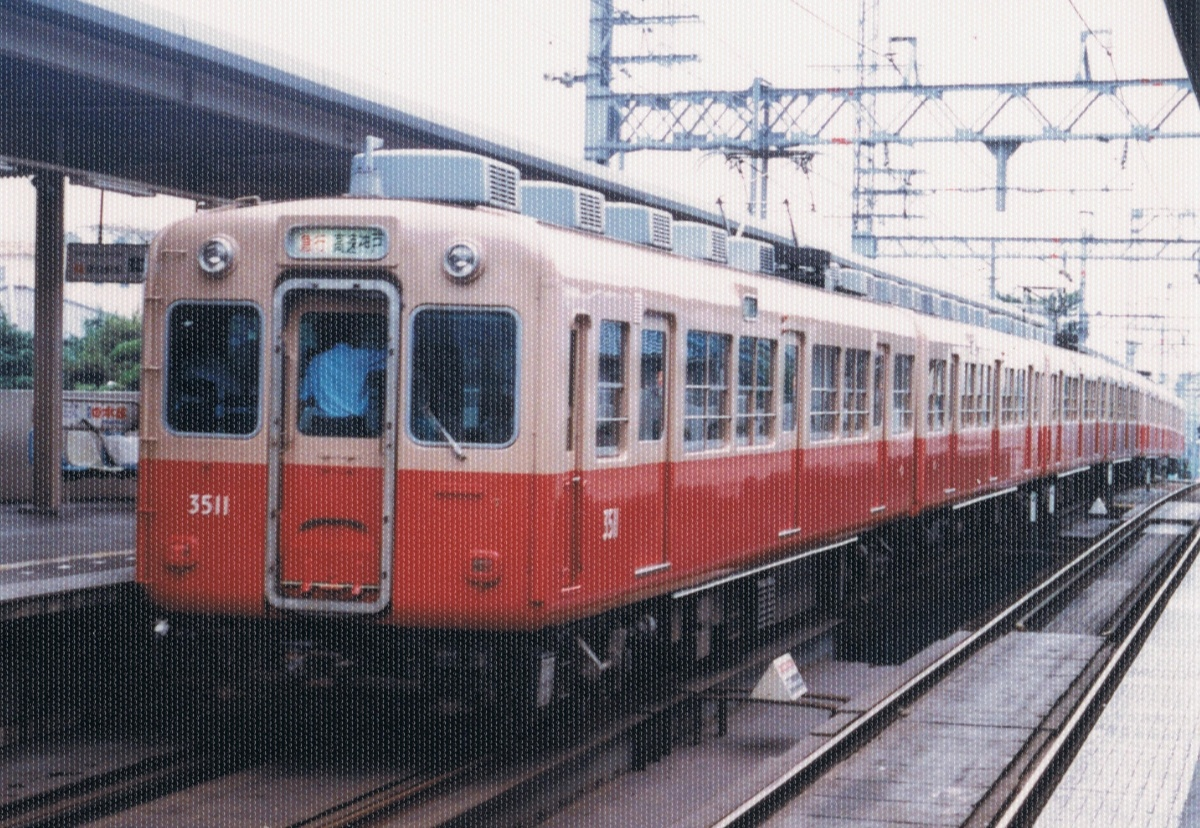
阪神3501形冷房改造後（1986年 芦屋駅）

3501形の冷房改造は、7801形、3521形に引き続いて、1973年から1974年にかけて実施された。奇数車と偶数車で固定編成となり、単車走行は不可能になった。
冷房装置は分散式のMAU-13H形で、奇数車には6台、偶数車には7台搭載された。車内には補助送風機としてラインデリアも取り付けられたほか、冷房機搭載スペースを確保するため、パンタグラフは下枠交差式となり、取付位置は運転台側から連結面側に変更された。
冷房改造と同時に制御装置は2両ユニットで抑速制動付きの三菱電機製1C8M（1台で8台の主電動機を制御する）方式のABFM-68-15-MDHAに換装されたほか、偶数車のパンタグラフは撤去され、制御装置は奇数車に、電動発電機や空気圧縮機は偶数車に設置された。
3301形の冷房改造は、7801形2次車とともに、急行系車両最後の冷房改造車として1975年に施工された。改造内容は3501形とほぼ同じであるが、制御器の換装は実施されなかったほか、パンタグラフを神戸寄りに移設のうえ下枠交差式に換装した。床下スペースの関係から自車に冷房用電源を搭載できず、併結車両から受電する方式となった。単行運用の武庫川線では冷房は使用できず、ラインデリアのみを使用して運用していた。

### 方向幕設置ほか各種改造
冷房改造後も各種機器の取付や換装が実施された。まず行先表示器の設置が3501形は1978年、3301形は1981年に実施されたほか、車外放送設備の取付や列車無線装置のVHF方式への換装も行われた。

## 運用
3301・3501形とも試運転ののち、急行運用を中心にラッシュ時の準急や区間急行に投入された。ラッシュ時は一部の区間急行運用を除いて4 - 5連で運行され、昼間時以降は3連で運行された。大型車5連と小型車5連で比較した場合、車体長が大型車の約95mに対して小型車は約74mとなり、床面積では小型車の約1.6倍、乗車人員で約1.5倍と、大型車投入による輸送力増強効果は大きなものがあった。
本形式の投入と、同時に併用軌道線から71形を本線系の支線である武庫川線と尼崎海岸線に転用することで急行系小型車を捻出、これらの車両を活用して輸送力増強を図ったほか、小型両運転台で輸送力の小さい701形を置き換えた。また、登場直後から3011形の検査入場時には特急運用に投入されたこともあった。
1960年9月のダイヤ改正で特急が10分ヘッドの運転となると、本形式も本格的に特急運用に充当されるようになった。その後3601・3701形が増備されると、同形式の増結車としても活用されるようになった。昇圧改造を経て1967年3月には最後まで武庫川線に残っていた881形を3301形によって置き換え、阪神の車両大型化および高性能化を達成した。
1967年11月の昇圧から半年後の1968年4月には神戸高速鉄道が開業し、同社を介した山陽電気鉄道への相互乗り入れを開始した。本形式も他の急行系車両と同様に山陽電気鉄道本線須磨浦公園駅まで乗り入れることとなったが、単車走行可能な特性を生かして、5 - 6連運行が常態化しつつあった本線の優等列車の増結車として活用される一方、2連運行が基本の三宮 - 西九条間の西大阪特急にも充当された。
3301形は冷房改造後も本線では主に増結用として使われ、準急や区間急行の運用に残っていた5両などの奇数両編成の運用では重宝された。単行時代の武庫川線では3301形の1両が武庫川線で、3両が7801形などと併結して運用されていたが、1984年4月の武庫川団地前駅延伸の際に単行運転から2両編成とされたため、3301形は本線に戻った。また、3501形は本線急行・特急や西大阪線（現・阪神なんば線）運用に就き、末期には電気ブレーキ装備ということで3801・3901形の増結用としても使用されていた。
登場から30年近くたった1980年代半ばになると、老朽化と直角カルダン駆動の保守に手がかかる本形式は置き換えの対象となった。廃車はまず武庫川線の2連化で本線の増結運用に専用されるようになった3301形が、5連運用の減少に伴い1986年に4両とも廃車となった。
3501形も8000系の増備に伴って1986年から廃車が開始され、1989年3月に全廃となった。3501形を増結していた3801・3901形は1986年に本線用6両編成の8701・8801・8901形および武庫川線用2両編成の7890・7990形に形式変更された。

## 譲渡

### 京福電気鉄道（福井支社）

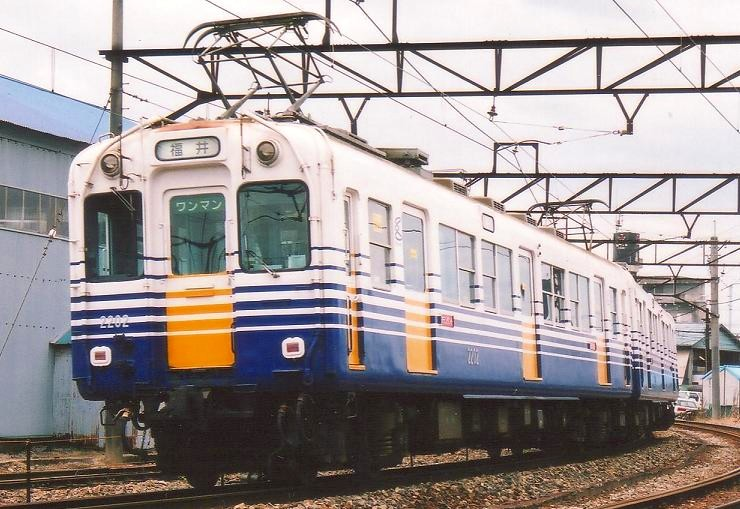
えちぜん鉄道MC2201形

3301形は廃車後、4両全てが京福電気鉄道福井支社に移籍して、同社のモハ2201形 (2201 - 2204) となった。赤胴車では唯一の他事業者への譲渡事例でもある（2014年現在）。
譲渡にあたり武庫川車両工業で改造工事を実施し、台車・主電動機は国鉄101系電車の廃車発生品（DT21形台車・MT46形主電動機）に取り替え、電制を撤去し、電動発電機を取り付けたことで単行運転時にも冷房が使用可能となった。京福電鉄福井支社としては初の冷房車であった。
2001年に越前本線の衝突事故で2201が廃車となった。えちぜん鉄道移管後は同社のMC2201形となったものの（番号は変更せず）、2005年5月に2202と2203が主制御器の老朽化のため廃車・解体された。残った2204はその後も9年間にわたって運行されていたが、2014年10月26日限りで実に56年にも及ぶ現役生活を終えて引退、廃車された。
新旧番号対照
| 阪神車番 | 京福車番 |
| -------- | -------- |
| 3302     | モハ2201 |
| 3303     | 2202     |
| 3301     | 2203     |
| 3304     | 2204     |